# Die Kinder vom Mühlental
Die Kinder vom Mühlental (Originaltitel: Urwisy z Doliny Młynów) ist eine zwölfteilige Fernsehserie für Kinder, die 1985 als polnisch-westdeutsche Koproduktion entstand. Produzent der Serie ist Janusz Łęski.
Die deutsche Erstausstrahlung war am 25. September 1986 im Ersten, seitdem wurde die Serie mehrmals auf diversen dritten Programmen ausgestrahlt. In Polen erfolgte die Erstausstrahlung am 27. Oktober 1985. Jede Episode ist eine Doppelfolge mit einer Gesamtlänge von 29 Minuten.

## Handlung
Die Serie erzählt die Abenteuer von sechs Kindern (Stanni, Bärbel, Anja, Martha, Jacek und Wacek), die im Mühlental, einem fiktiven Dorf in Polen, leben.
Der Erzähler der Geschichten ist der Storch Jacki, der in der ersten Episode im Frühling zurück ins Mühlental kommt. Dort wird er von allen Bewohnern bereits sehnsüchtig erwartet. Nach seiner Ankunft beschließt Jacki, ein Jahr lang die Kinder zu beobachten, und das, was er erlebt, an die Zuschauer weiterzugeben.
In der zweiten Episode taucht Kapitän Groschny als neuer Seewärter auf. Zuerst fürchten sich die Kinder vor ihm, weil er sehr streng sein soll, aber nachdem sie ihn näher kennengelernt haben, freunden sie sich mit ihm an. Groschny hilft den Kindern im Verlauf der Serie oft weiter.
Als am Ende der Serie der Winter wieder kommt, beschließt Jacki, dieses Jahr nicht in den Süden zu fliegen. Die letzte Folge spielt an Weihnachten.

## Hintergrund
Die Kinder vom Mühlental (Originaltitel: "Urwisy z Doliny Młynów") war die erste deutsch-polnische Koproduktion nach Abschluss eines Abkommens zwischen dem Komitee für Hörfunk und Fernsehen (Warschau) und dem WDR im Jahre 1984. Der WDR war an der Entwicklung dieser Serie maßgeblich beteiligt.
Die Mühle, die als Drehort diente, befindet sich im Dorf Dąbrowa nad Czarną der Landgemeinde Aleksandrów.

## Schauspieler
Die Kinder
- Tadeusz Horvath-Sienkiewicz – Stanni
- Monika Sapilak – Bärbel
- Agnieszka Krukówna – Anja
- Olga Piotrowska – Martha
- Piotr Jankowski – Jacek
- Arkadiusz Wojnarowski – Wacek

Die Erwachsenen
- Heinz Schimmelpfennig – Stimme von Jacki
- Krzysztof Kowalewski – Müller Dendek (Vater von Stanni, Bärbel und Anja)
- Ewa Ziętek – Frau Dendek
- Jacek Wójcicki – Philipp (Knecht von Müller Dendek)
- Roman Kłosowski – Bauer Wronka
- Bronisław Pawlik – Bürgermeister Sackwitz (Großvater von Martha)
- Bogusz Bilewski – Kapitän Groschny
- Wiktor Zborowski – Schmied Wieczorek (Vater von Jacek und Wacek)
- Irena Kownas – Frau Wieczorek

Die deutschen Dialoge schrieb Uwe Gaube.

## Episoden
1. Willkommen Jacki / Zirkus Klementinchen
2. April, April / Kapitän Groschny
3. Ein Haus wie der Sommer / Der Zauberring
4. Stanni lernt schwimmen / Der Kindergarten
5. Eine geheimnisvolle Begegnung / Hamster in der Mühle
6. Vogelscheuchen / Groschny ist verschwunden
7. Scharik, der Hund / Konrad, der Habicht
8. Das Versteck / Ein Foto für die Oma
9. Die wilden Schweine / die diebische Elster
10. Der verrückte Traktor / Mutter hat Geburtstag
11. Wenn es Mitternacht wird / Der erste Schnee
12. Der große Sprung / Wenn die Tiere reden

## Klemens und Klementinchen
Die 13-teilige Nachfolgeserie Klemens und Klementinchen entstand 1987, spielt zeitlich aber vor Die Kinder im Mühlental.
Die elfminütigen Episoden erzählen, wie Stanni und Bärbel die beiden Gänse Klemens und Klementinchen ausbrüten, aufziehen und vor ihren natürlichen Feinden beschützen. Die Erstausstrahlung war ab Juli 1989 im WDR.

### Episoden
1. Fuchs, Du hast die Gans gestohlen
2. Gänsetaufe
3. Klemens ist verschwunden
4. Die neue Hütte
5. Das Geheimnis der Gänsesprache
6. Manchmal muss man Federn lassen
7. Eine riesige Schweinerei
8. Die schnatternden Retter
9. Gänsestress
10. Klemens, der Rechenkünstler
11. Ein Foto für die Eltern
12. Alle Gänse fliegen hoch
13. Glückliches Ende

## Filmografie
- Die Kinder vom Mühlental, Die komplette TV-Serie auf DVD, 365 Minuten, WDR 2013
- Klemens und Klementinchen, Die komplette TV-Serie auf DVD, 143 Minuten, WDR 2013

## Trivia
- Im Nachspann findet sich ein Schreibfehler: Das Wort „Stimme“ wird dort mit drei „m“ (also „Stimmme“) geschrieben.
- Storch Jacki verabschiedet sich am Ende jeder Episode mit „Also dann!“.
- 1989 wurde mit Janna eine neue Kinderserie mit ähnlichen Inhalt und teilweise denselben Darstellern produziert